# Theo Mann-Bouwmeester
Theodora Antonia Louisa Cornelia Bouwmeester (Zutphen, 19 april 1850 – Amsterdam, 18 april 1939) was een Nederlandse actrice in de periode 1880-1926. Zij was driemaal getrouwd en trad daardoor onder verschillende namen op. Dat was chronologisch als Doortje Bouwmeester, Doortje Frenkel-Bouwmeester, Théo Brondgeest-Bouwmeester en Théo Bouwmeester, maar ze leeft voort onder de naam uit haar laatste huwelijk met de musicus en componist Gottfried Mann.

## Biografie

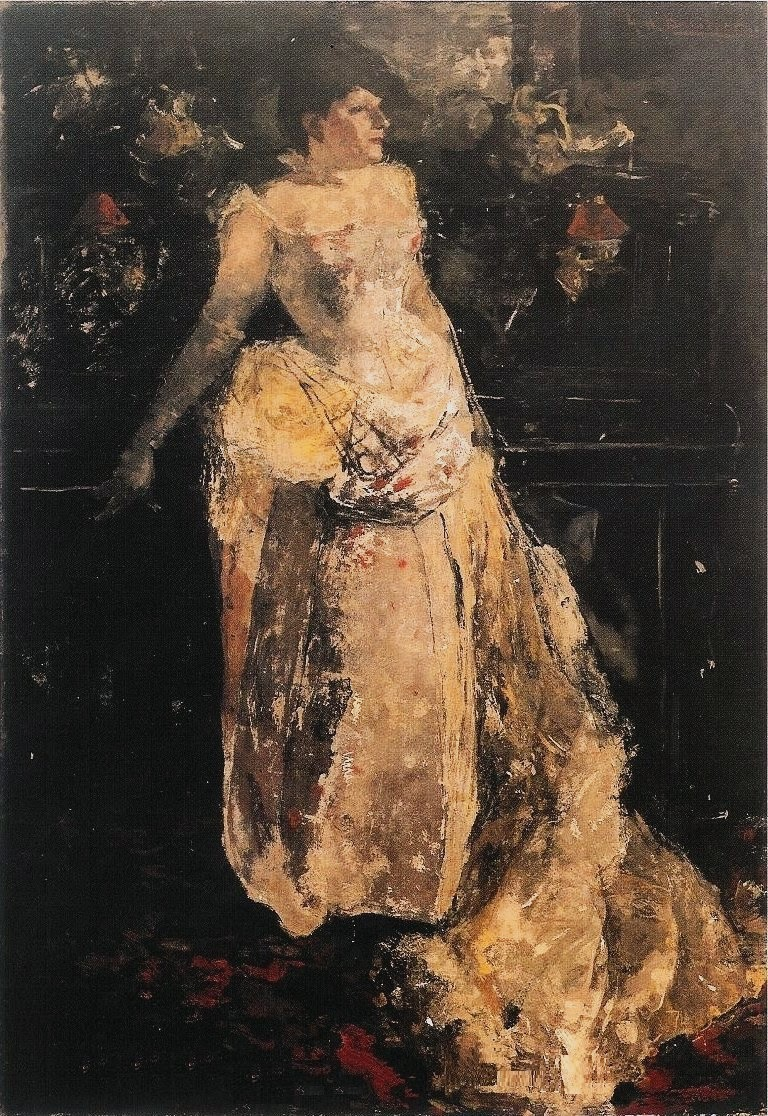
De actrice Theo Mann-Bouwmeester in 'Francillon', door Breitner, 1887

Doortje Bouwmeester werd volgens de geboorteakte op 19 april 1850, om 00.15 uur, geboren in Zutphen als dochter van Louis Rosenveldt en Louisa Fransina Maria Bouwmeester. Aangezien haar ouders niet getrouwd waren droeg ze de achternaam van haar moeder.
Zij kwam uit een acteursgeslacht, de acteur Louis Bouwmeester was haar broer. Theo Mann-Bouwmeester maakte haar debuut als zevenjarige in het toneelgezelschap van haar vader. Sarah Bernhardt was haar inspiratiebron, die zij in 1880 in Amsterdam zag optreden. Datzelfde jaar beleefde zij haar eigen doorbraak bij het grote publiek.
Theo Mann had een breed repertoire, van klassieke tragedies tot eigentijdse stukken en was lange tijd Nederlands bekendste actrice. Pas in de jaren rond de Eerste Wereldoorlog zou zij in Annie Bos een concurrente krijgen. Lang was zij verbonden aan de Koninklijke Vereeniging Het Nederlandsch Tooneel, waarvoor ze in 1920 meedeed aan een staking van de acteurs. Dit zou het einde van haar carrière inluiden. In 1926 nam zij afscheid in een van haar populaire rollen, "Liane Orland" in 'Het kind van de liefde' van Henry Bataille. 
De laatste jaren van haar leven woonde zij in de particuliere kliniek Knol in de Roemer Visscherstraat in Amsterdam, alwaar zij op 18 april 1939 overleed. Aangezien de verjaardag van Theo Mann, ondanks de tijdsaanduiding in de geboorteakte, in de familie altijd op deze dag was gevierd, kopten alle kranten dat ze op haar verjaardag was overleden. De crematie vond plaats op 21 april 1939 in Westerveld. Haar urn staat in columbarium 3 Westerveld in Driehuis. 

## Huwelijken
Bouwmeester trouwde in 1867 met orkestmeester Maurits Frenkel (1841-1873). Het echtpaar kreeg vier zonen, onder wie de acteur en regisseur Theo Frenkel sr. Twee kinderen overleden jong. Acteur Theo Frenkel jr. was haar kleinzoon. Na zes jaar huwelijk overleed haar echtgenoot aan tyfus. Haar daarop volgende huwelijk met acteur Henri Brondgeest werd na zeven jaar ontbonden. In 1899 hertrouwde ze met de componist Gottfried Mann (1858-1904). Haar laatste twee huwelijken bleven kinderloos. 

## Eerbetoon
Van 1955 tot en met 2023 werd jaarlijks de naar haar genoemde Theo d'Or verleend voor de beste vrouwelijke hoofdrol gedurende het seizoen. Sinds 2024 worden jaarlijks drie Theo d'Ors uitgereikt. 
Een in 1911 door toeschouwers aan haar geschonken ring, gemaakt door Jan Eisenloeffel, schonk zij in 1934 aan Else Mauhs, de in haar ogen meest voortreffelijke actrice. Daarna werd de Theo Mann-Bouwmeesterring achtereenvolgens gedragen door Caro van Eyck, Annet Nieuwenhuijzen, Anne Wil Blankers, Ariane Schluter en Halina Reijn.
In Den Haag, Zaandam, Leiden, Wassenaar, Zutphen en Spijkenisse zijn straten naar Bouwmeester vernoemd en in Amsterdam een hof.
- Biografisch Portaal: 22558703
- CiNii: DA06003318
- Digitale Bibliotheek voor de Nederlandse Letteren: bouw040
- Gemeinsame Normdatei: 1061468453
- International Standard Name Identifier: 0000 0000 8191 7590
- Library of Congress Control Number: n82222443
- Nederlandse Thesaurus van Auteursnamen: 070325766
- Virtual International Authority File: 1369742
- WorldCat: E39PBJkD6GqbQDVGByb9RBpF8C